# Colletes eupogonites
Colletes eupogonites là một loài Hymenoptera trong họ Colletidae. Loài này được Moure mô tả khoa học năm 1949.